# R.J. Hampton
R.J. Hampton, właśc. Roderick Hampton Jr (ur. 7 lutego 2001 w Dallas) – amerykański koszykarz, występujący na pozycji rozgrywającego.
W 2019 został wybrany najlepszym zawodnikiem amerykańskich szkół stanu Teksas (Texas Gatorade Player of the Year). Został też zaliczony do I składu konferencji USA Today’s All-USA. W 2017 wystąpił w turnieju Adidas Nations, gdzie zajął czwarte miejsce.
25 marca 2021 trafił w wyniku wymiany do Orlando Magic. 21 lutego 2023 został zwolniony. 23 lutego 2022 podpisał umowę do końca sezonu z Detroit Pistons. 27 września 2023 zawarł kontrakt z Miami Heat na występy zarówno w NBA, jak i zespole G-League − Sioux Falls Skyforce. 14 lutego 2024 trafił do Capital City Go-Go. 3 marca 2024 podpisał 10-dniową umowę z Washington Wizards, nie rozegrał z zespołem żadnego spotkania.

## Osiągnięcia
Stan na 14 marca 2024, na podstawie, o ile nie zaznaczono inaczej.
Reprezentacja
- Mistrz:
  - świata U–17 (2018)
  - Ameryki U–16 (2017)